# Parque nacional Judbarra
El Parque nacional Judbarra, antes Parque nacional Gregory, es un parque nacional del Territorio del Norte de Australia, a 359 km al sur de Darwin.
Es el segundo parque nacional más grande del Territorio del Norte, después del Parque Nacional Kakadu, con una superficie de 13 000 km2.
Anteriormente se conocía como Parque nacional Gregory, pero el 21 de octubre de 2011 se anunció que, en virtud de un plan de gestión conjunta con los propietarios tradicionales, el parque recibiría el doble nombre de «Judbarra» durante un periodo de diez años. A partir de 2021, su nombre oficial se cambió al actual.
El parque consta de dos secciones geográficamente separadas. La mayor se encuentra al suroeste de la menor, al noreste.

## Pueblos y cultura indígenas
El parque incluye tierras tradicionales de varios grupos indígenas australianos, como Ngarinyman, Karrangpurru, Malngin, Wardaman, Ngaliwurru, Nungali, Bilinara, Gurindji y Jaminjung, y se extiende por la frontera entre dos importantes familias lingüísticas australianas, pama-ñungan y no pama-ñungan (septentrional).
Los abrigos rocosos y las cuevas de Judbarra contienen una gran cantidad de arte rupestre, creado mediante pintura, estarcido, dibujo, impresión y «picoteo y golpeteo». La figura humana es el motivo más común; el parque es «uno de los lugares más prolíficos de Australia» en figuras humanas compuestas grabadas y pintadas. Se considera que el arte rupestre de la región de Judbarra representa una provincia artística distinta.

## Ecología
Ecológicamente, el parque se encuentra en la transición entre zonas tropicales y semiáridas.
BirdLife International ha clasificado el parque como Área Importante para las Aves (IBA), ya que alberga gran parte de la subespecie oriental de la paloma bravía de pico blanco y pequeñas poblaciones del pinzón de Gould, en peligro de extinción, así como poblaciones de codorniz botonera, paloma perdiz, maniquí de rabadilla amarilla y otras especies casi amenazadas o de bioma restringido a la sabana.
Una planta endémica del parque, Solanum scalarium, también conocida como tomate de arbusto de Garrarnawun, se recolectó cerca de Garrarnawun Lookout en 2018 y se describió formalmente en 2022.